# Златният Орфей
„Златният Орфей“ е международен фестивал за поп музика, провеждан в периода 1965 – 1999 г. Възниква като конкурс „Песни за българското Черноморие“. Събитието се излъчва в системата на Международната организация за радио и телевизия - Интервизия от 1967 г. с гледаемост от близо 200 млн. зрители. 
Отначало се провежда в „Бар-вариете“ на курортния комплекс Слънчев бряг от 1965 до 1968 г., някои от фестивалните вечери през 1969 г. са в новопостроения Летен театър, а от 1970 г. изцяло в Летния театър на Слънчев бряг.
От 1967 г. носи името „Златният Орфей“. Програмата му включва:
- Международен конкурс за вокални изпълнители и
- Конкурс за нови български поп песни.

Многократно е удостояван с дипломи и награди от Международната организация на музикалните фестивали (FIDOF).[източник? (Поискан днес)] Спомага за популяризирането на българската поп песен зад граница, тъй като по регламента на Международния конкурс за изпълнители участниците изпълняват по 2 песни, като едната задължително е от български автор.
Първият директор на фестивала е Генко Генов. През 1974 г. е обвинен в злоупотреби и шпионаж и е осъден на 20 години затвор. След 7 години е освободен, а е реабилитиран политически и граждански с решение на парламента от 29 март 1990 г. Отново е назначен за директор през 1992 г.
През 1974 г. директор на фестивала става Георги Ганев, от 1980 г. е Иван Зафиров, а от 1984 г. – Дечо Таралежков. След смъртта на Генко Генов (30 септември 1993 г.) ръководството на фестивала се поема от неговата вдовица Дариана Генова чрез фондация „Златният Орфей“.
За голямата популярност на „Златния Орфей“ в страната спомагат редица фактори: неговото провеждане се излъчва директно по Националната телевизия и периодът на провеждането му се превръща в празник на популярната музика; организаторите полагат максимални усилия за визуалното въздействие чрез модерен дизайн на сцената и залата; канени са и взимат участие под формата на самостоятелни рецитали редица международно известни имена от жанра; изпълненията са на живо, със забележителното участие на Естрадно-симфоничния оркестър на Комитета за телевизия и радио под диригентството на Вили Казасян; култовия оркестър „Балкантон“ под диригентството на Димитър Ганев; като беквокал са използвани най-популярните в България вокални групи: „До-ре-ми-фа“, „Студио В“, „Тоника“, „Тоника СВ“, „Трик“ и др.

## Голяма награда за българска песен
С Голямата награда „Златният Орфей“ са удостоени:
- 1969 г. – „Сън сънувах“, м. Атанас Бояджиев, т. Богомил Гудев, изп. Маргрет Николова и Кирил Семов
- 1970 г. – „Повей, ветре“, м. Йосиф Цанков, т. Димитър Василев, изп. Паша Христова
- 1974 г. – „Едит“, м. Иван Маринов, т. Първолета Прокопова, изп. Емил Димитров
- 1978 г. – „Сонет“, м. и изп. Бисер Киров, т. Димитър Методиев
- 1979 г. – „Вечерница ти пак бъди“, м. Атанас Косев, т. Орлин Орлинов, изп. Бисер Киров
- 1980 г. – „Бащината къща“, м. Ангел Заберски, т. Матей Шопкин, изп. Панайот Панайотов
- 1986 г. – „Дори и насън“, м. Мария Ганева, т. Иван Тенев, изп. Маргарита Хранова
- 1990 г. – „Градът“, м. и т. Любомир Малковски, изп. „Ера“
- 1992 г. – „Близо до мен“, м. Кристиян Бояджиев, т. Александър Петров, изп. Вили Кавалджиев
- 1993 г. – „Посвещение“, м. Хайгашод Агасян, т. Недялко Йорданов, изп. Деян Неделчев
- 1994 г. – „Петък полунощ“, м. Валди Тотев, т. Александър Петров, изп. Валди Тотев
- 1994 г. – „Горчиво вино“, м. Тончо Русев, т. Евтим Евтимов, ар. Красимир Гюлмезов, изп. Веселин Маринов
- 1994 г. – „Подслон в дъжда“, м. Васил Пармаков, т. Тери Калийски и Милчо Спасов, изп. Васил Петров
- 1995 г. – „Ключ от чужда стая“, м. и изп. Илия Ангелов, т. Живко Колев
- 1996 г. – „Не го прави отново“, м. Кристиян Бояджиев, т. и изп. Михаил Йончев
- 1997 г. – „Огън и дим“, м. Александър Кипров, Данаил Драганов, Цветан Владовски, т. Михаил Белчев, изп. „Ритон“
- 1998 г. – „Кажи ми докога“, м. Валентин Пензов, т. Михаил Белчев, изп. Маргарита Хранова
- 1999 г. – „Мъжка песен“, м. Захари Георгиев, т. Кирил Аврамов, изп. Орлин Горанов

### Първа награда за българска песен
- 1965 г. – „Калиакра“, м. Ангел Заберски, т. Слава Семирова и Емилия Захариева, изп. Мими Николова
- 1966 г. – „Делфините“, м. Димитър Вълчев, т. Димитър Керелезов, изп. Йорданка Христова
- 1967 г. – „Крадци на бисери“, м. Димитър Вълчев, т. Вили Чаушев, изп. Маргарита Димитрова
- 1968 г. – „Гротеска“, м. Александър Йосифов, т. Димитър Точев, изп. Коста Карагеоргиев
- 1968 г. – „Бяла тишина“, м. Борис Карадимчев, т. Богомил Гудев, изп. Георги Минчев и „Щурците“
- 1969 г. – „Закъснели срещи“, м. Петър Ступел, т. Петър Караангов, изп. Мария Нейкова и Михаил Белчев
- 1970 г. – „Една българска роза“, м. Димитър Вълчев, т. Найден Вълчев, изп. Паша Христова
- 1971 г. – не е присъдена Първа награда
- 1972 г. – „Птицата“, м. Тончо Русев, т. Дамян Дамянов, изп. Лили Иванова
- 1973 г. – не е присъдена Първа награда
- 1974 г. – „Наше лято“, м. Тончо Русев, т. Дамян Дамянов, изп. Лили Иванова
- 1974 г. – „Трева“, м. Александър Йосифов, т. Павел Матев, изп. Емил Димитров
- 1975 г. – „Безсъница“, м. Емил Георгиев, т. Матей Шопкин, изп. Йорданка Христова
- 1975 г. – „Закъсняла серенада“, м. Найден Андреев, т. Недялко Йорданов, изп. Бисер Киров
- 1975 г. – „Жена“, м. Димитър Вълчев, т. Найден Вълчев, изп. Йорданка Христова и Бисер Киров
- 1976 г. – „Ладо ле“, м. Стефан Димитров, т. Захари Петров, изп. „Тоника“
- 1977 г. – „Остани“, м. Георги Костов, т. Милчо Спасов, изп. Лили Иванова
- 1978 г. – „Бяло крило“, м. Ангел Заберски, т. Орлин Орлинов, изп. Маргарита Радинска
- 1979 г. – „Предутрин“, м. Любомир Денев, т. Георги Константинов, изп. Васил Найденов
- 1980 г. – „Градините на любовта“, м. Георги Костов, т. Кръстьо Станишев, изп. Емил Димитров
- 1981 г. – конкурсът не се провежда, Голяма награда за цялостно творчество на Тончо Русев
- 1982 г. – „Чудо“, м. Бенцион Елиезер, т. Дамян Дамянов, изп. Лили Иванова
- 1983 г. – не се провежда
- 1984 г. – „Моя любов“, м. Стефан Димитров, т. Михаил Белчев, изп. „Домино“
- 1985 г. – не се провежда
- 1986 г. – „Дори и насън“, м. Мария Ганева, т. Иван Тенев, изп. Маргарита Хранова
- 1987 г. – не се провежда
- 1988 г. – „Отчаяние няма“, м. Зорница Попова, т. Йордан Янков, изп. Георги Христов
- 1989 г. – не се провежда
- 1990 г. – „Молба“, м. Стефан Маринов, т. Михаил Белчев, изп. Надежда Радева и „Дилижанс“
- 1990 г. – „Жена“, м. Валди Тотев, т. Александър Петров, изп. Валди Тотев
- 1991 г. – не се провежда
- 1992 г. – „Аз и ти, без него“, м. Зорница Попова, т. Йордан Янков, изп. Георги Христов
- 1993 г. – „Обич-блян“, м. Деян Неделчев, т. Венета Балева, изп. Деян и Бойко Неделчеви, Росица Ганева, Николай Томов, Искрен Пецов, Мария Попова, Ивелина Дончева, Блага Генова, Илиян Прасков, дует „Андалусия“, Кристина Бояджиева[2]
- 1994 г. – „Къде си ти?“, м. Хайгашод Агасян, т. Милош Зяпков, изп. Деян Неделчев
- 1995 г. – „Нямаше как да ви кажа“, м. и т. „Спринт“, изп. „Спринт“
- 1996 г. – „Забрави за мен“, м. и т. Огнян Георгиев, изп. Маргарита Хранова и Асен Гаргов
- 1997 г. – „Любов раздвоена“, м. и т. Огнян Георгиев, изп. Маргарита Хранова и Искра Радева
- 1998 г. – „С приятели е по-добре“, м. Александър Кипров, Данаил Драганов и Чочо Владовски, т. Михаил Белчев, изп. „Ритон“, Михаил Белчев и Чочо Владовски
- 1999 г. – „Полюси“, м. и т. Александър Александров, изп. Орлин Горанов и Васил Петров

### Голяма награда за изпълнител
Голямата награда „Златният Орфей“ е присъдена на:
- 1967 г. – не е присъдена
- 1968 г. –  Женифер
- 1969 г. –  Богдана Карадочева
- 1970 г. – не е присъдена
- 1971 г. –  Мария Пахоменко
- 1972 г. – не е присъдена
- 1973 г. –  Лена Ериксон
- 1974 г. –  Лили Иванова
- 1975 г. –  Алла Пугачова
- 1976 г. –  Фара Мария
- 1977 г. –  Ани Върбанова
- 1977 г. –  Роза Римбаева
- 1978 г. –  Джоан Орлийнс
- 1979 г. –  Панайот Панайотов
- 1980 г. –  Камелия Тодорова
- 1981 г. –  Дагмар Фредерик
- 1982 г. –  Нели Рангелова
- 1984 г. –  Орлин Горанов
- 1986 г. –  Петя Буюклиева
- 1988 г. – не е присъдена
- 1990 г. –  Ета Сколо
- 1992 г. –  Хенри Уинтър
- 1993 г. –  Кармен Трендафир
- 1994 г. –няма международен конкурс за певци.информацията не е вярна.той е до 1993

## Лауреати на международния конкурс

### Първа награда
Първа награда е присъдена на:
- 1967 г. –  Арлет Зола
- 1968 г. –  Марион Рунг
- 1969 г. –  Емилия Маркова
- 1970 г. –  Бисер Киров
- 1971 г. –  Бен Крамер,  Омара Портуондо
- 1972 г. –  Светлана Резанова,  Зджислава Сошницка
- 1973 г. –  София Ротару,  Франки Стивънс
- 1974 г. –  Сергей Захаров,  Нерейда Наранхо
- 1975 г. –  Карл Уейн,  Богдана Загурска
- 1976 г. –  Ли Тауърс,  Ева Шнежанка
- 1977 г. –  Енцо Гузман,  Бети Мисиего
- 1978 г. –  Регина Тос,  Грегер
- 1979 г. –  Шаролта Залатнай,  Марина
- 1980 г. –  Валери Леонтиев,  Ханна Банашак
- 1981 г. –  Васил Найденов,  Деби
- 1982 г. – („Златен Орфей“)  Нели Рангелова
- 1983 г. – не се провежда
- 1984 г. –  Деби Кембъл,  Коко Йорк
- 1985 г. – не се провежда
- 1986 г. –  Миклош Варга
- 1987 г. – не се провежда
- 1988 г. –  Тамара Гвердцители
- 1989 г. – не се провежда
- 1990 г. –  Мечислав Шчешняк
- 1991 г. – не се провежда
- 1992 г. – ?
- 1993 г. – не се присъжда

### Втора награда
Втора награда е присъдена на:
- 1967 г. –  Виктор Вуячич,  Тония
- 1968 г. –  Калинка
- 1969 г. –  Юрий Богатиков
- 1970 г. –  Илейн Делмар
- 1971 г. –  Борис Гуджунов,  Юсън
- 1972 г. –  Маргарита Хранова,  Маркос
- 1973 г. –  Айла Алган,  Миро Унгар
- 1974 г. –  Зоран Миливоевич,  Анджела Симиля
- 1975 г. –  Стефка Оникян,  Ксанти Пераки
- 1976 г. –  Евгений Мартинов,  Росица Борджиева
- 1977 г. –  Петер Мате,  Драган Миялковски
- 1978 г. –  Елеонора Станчева,  Беси Аргираки
- 1979 г. –  Алберт Асадулин,  Уве Йенсен
- 1980 г. –  Саня,  Паула Койвуниеми
- 1981 г. –  Татяна Кочергина,  Деби Камерън
- 1982 г. – („Сребърен Орфей“)  Джо Бърн
- 1983 г. – не се провежда
- 1984 г. –  Елена Николова,  Лайош Тури
- 1985 г. – не се провежда
- 1986 г. –  Албита Родригес
- 1987 г. – не се провежда
- 1988 г. –  Адриан Даминеску
- 1989 г. – не се провежда
- 1990 г. –  Емилия Кирова
- 1991 г. – не се провежда
- 1992 г. –  Филип Киркоров
- 1993 г. – не се присъжда

### Трета награда
Трета награда е присъдена на:
- 1967 г. –  Лиляна Петрович,  Катажина Бовери
- 1968 г. –  Йосиф Кобзон,  Маргарита Димитрова
- 1969 г. –  Изабел Бонд
- 1970 г. –  Есин Афшар
- 1971 г. –  Хайме Морей,  Кати Ковач
- 1972 г. –  Лев Лешченко,  Мари Роз
- 1973 г. –  Доника Венкова,  Мари Кристи
- 1974 г. –  Крис Дьорк,  Цветан Панков
- 1975 г. –  Ханс-Юрген Байер,  Шенай
- 1976 г. –  Янис Петропулос,  Айдън Тансел
- 1977 г. –  Паоло Менголи,  Сузан Стивънс
- 1978 г. –  Мансур Ташматов,  Франк Холдер
- 1979 г. –  Гладис Меркадо,  Пат Макгийгън
- 1980 г. –  Борис Гуджунов,  Люси Стеймъл
- 1981 г. –  Тодор Памуков,  Йоргос Геролиматос
- 1982 г. – („Бронзов Орфей“)  Маргарита Хранова
- 1983 г. – не се провежда
- 1984 г. –  Мария Де Хесус,  Янис Димитрас
- 1985 г. – не се провежда
- 1986 г. –  Беата Моляк
- 1987 г. – не се провежда
- 1988 г. – не се присъжда
- 1989 г. – не се провежда
- 1990 г. –  Анна Резникова
- 1991 г. – не се провежда
- 1992 г. – не се присъжда
- 1993 г. – не се присъжда

### Специална награда
Специална награда е присъдена на:
- 1967 г. –  Клод Вейси,  Ян Левандовски
- 1968 г. – не е присъдена
- 1969 г. – не е присъдена
- 1970 г. –  Лизе Марке,  Анита Хегерланд,  Виталий Самоленко
- 1971 г. –  Паша Христова,  Дан Спътару,  Марцела Лайферова,  Волдемар Куслап
- 1972 г. –  Регина Тос,  Лурдес Хил,  Бети Дорси
- 1973 г. –  Глория Симонети,  Хелена Вондрачкова,  Мариля Родович
- 1974 г. –  Фрини,  Франк Холдер
- 1975 г. –  Клари Катона,  Петър Чернев,  Серж Давиняк,  Пауло де Каравальо
- 1976 г. –  Енцо Гузман,  Чируйо Кано,  Пако Бандейра,  Росица Ганева,  Жули Арел
- 1977 г. –  Роза Римбаева,  Енцо Гузман,  Петер Мате,  Кичка Бодурова,  Руби Манила,  Кису
- 1978 г. –  Регина Тос,  Франк Холдер,  Джаки Съливън,  Иван Бубанов,  Ариан Брас
- 1979 г. –  Надежда Енева,  Гладис Меркадо,  Дани
- 1980 г. –  Фернандо Санчес,  Марти Брем,  Джеки
- 1981 г. –  Суна Йълдъзоглу,  Харуми Накаджима,  Сами Кларк
- 1982 г. –  Атила Атасой,  Мигел Чавес,  Нгуен Тхе Хоа,  Янис Василиу
- 1983 г. – не се провежда
- 1984 г. –  Снежана Наумовска,  Лайош Тури,  Клементе
- 1985 г. – не се провежда
- 1986 г. – не се присъжда
- 1987 г. – не се провежда
- 1988 г. – не се присъжда
- 1989 г. – не се провежда
- 1990 г. – ?
- 1991 г. – не се провежда
- 1992 г. – не се присъжда
- 1993 г. – не се присъжда

## Почетни гости
Като почетни гости в годините са се представяли:
- Джозефин Бейкър – 1970, 1971 г.
- Маргарета Паслару – 1970 г.
- „Флиртейшънс“ – 1970 г.
- Жилбер Беко – 1971 г.
- Илейн Делмар – 1971 г.
- „Дубровнишки трубадури“ – 1972 г.
- Тони Кристи – 1972 г.
- Адамо – 1972 г.
- Муслим Магомаев – 1972 г.
- Дагмар и Зигфрид – 1972 г.
- Орнела Ванони – 1969 г.
- Ива Дзаники – 1976 г.
- Алла Пугачова – 1976, 1982, 1986, 1995 г.
- Джани Моранди – 1973 г.
- Миеко Хирота – 1973 г.
- „Рики е Повери“ – 1973 г.
- Хулио Иглесиас – 1973 г.
- Тереза Кесовия – 1973 г.
- Мак и Кети Кисун – 1973 г.
- Карел Гот – 1974, 1986 г.
- Омара Портуондо – 1974 г.
- Биг Бед на Паул Кун – 1974 г.
- Ал Бано – 1975 г.
- Ал Бано и Ромина Пауър (дует) – 1975, 1984 г.
- „Герд Михаелис (група)“ – 1975 г.
- „Лос Иракерес“ с Чучо Валдес и Антонио Сандовал – 1976 г.
- Рикардо Фоли – 1977 г.
- Марчела – 1978 г.
- Мънго Джери с Едуард Дорсет – 1978 г.
- „Рубетс“
- „Матия Бадзар“ – 1982 г.
- Рой Орбисън – 1982 г.
- „Иръпшън“ – 1979 г.
- Locomotive GT – 1979 г.
- „Супермакс“ – 1980 г.
- „Автограф“ – 1983 г.
- Пако де Лусия – 1988 г.
- „Бони Ем“ – 1990 г.
- „Бийтълс Ривайвъл Бенд“ – 1990 г.
- Тото Кутуньо – 1993 г.
- Бой Джордж – 1994 г.
- Ла Тоя Джексън – 1994 г.
- Демис Русос – 1995 г.
- „Темптейшънс“ – 1995 г.
- Пол Роджърс – 1995 г.
- Алана Майлс – 1996 г.
- „Ту Ънлимитид“ – 1996 г.
- Филип Киркоров – 1998 г.